# تينجة

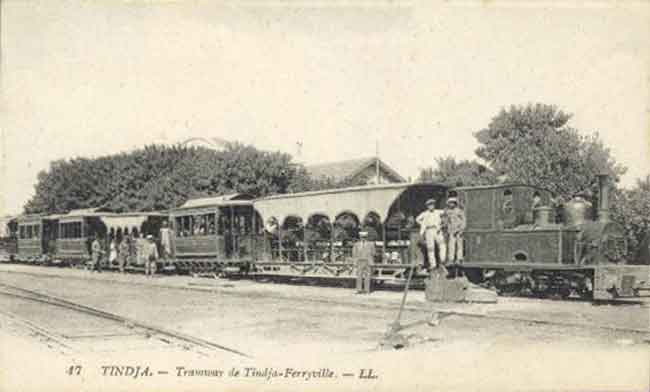
محطة القطار بتينجة في مطلع القرن

تِينْجَة هي مدينة تونسية تقع في ولاية بنزرت بمعتمدية تينجة، تشتهر هذه المدينة بقربها إلى بحيرة إشكل التي تقع بها أجمل المحميات الطبيعية كما تعرف بوجود إحدى أقدم محطات القطارات، كما تشتهر بقربها لمنزل بورقيبة حيث يفصلهما طريق فقط
.

## أشهر الأماكن
يعتبر جبل اشكل أبرز المواقع وأكثرها شهرة بتينجة

## مواضيع ذات علاقة
- ولاية بنزرت.
- منزل بورقيبة.

## وصلات خارجية
- صور لمدينة تينجة.